# Mustangs de Montpellier
Les Mustangs de Montpellier est un ancien club français de football américain basé à Montpellier. Le club fut fondé en 1999 par Charley Westbrook.
Fin 2005, le club a fusionné avec les Félins de Juvignac pour former les Hurricanes de Montpellier-Juvignac.

## Palmarès
- Vice-champion de France D3 : 2003